# Liga A (pallacanestro)
La Liga A è la massima serie del campionato albanese di pallacanestro.

## Storia
Il campionato nacque nel 1946 e fin dagli inizi fu sostanzialmente una lotta a due tra il PBC Tirana e il Partizani Tirana.
Per vent'anni, dal 1972 al 1992, con l'eccezione del 1990, la vittoria del campionato fu ad esclusivo appannaggio del Partizani Tirana.
Durante gli anni 1990 emerse il Vllaznia, mentre gli anni 2000 hanno visto il confronto tra il Valbona, e il PBC Tirana, che ha vinto gli ultimi cinque campionati.

## Albo d'oro
- 1946  PBC Tirana
- 1947  Teuta Durrës
- 1948  PBC Tirana
- 1949  PBC Tirana
- 1950  PBC Tirana
- 1951  Partizani Tirana
- 1952  Partizani Tirana
- 1953  Partizani Tirana
- 1954  Partizani Tirana
- 1955  Teuta Durrës
- 1956  Partizani Tirana
- 1957  PBC Tirana
- 1958  Partizani Tirana
- 1959  Partizani Tirana
- 1960  Partizani Tirana
- 1961  PBC Tirana
- 1962  PBC Tirana
- 1963  PBC Tirana
- 1964  Partizani Tirana
- 1965  PBC Tirana
- 1966 non disputato
- 1967  Vllaznia
- 1968  Partizani Tirana
- 1969  Partizani Tirana
- 1970  Partizani Tirana
- 1971  PBC Tirana
- 1972  Partizani Tirana
- 1973  Partizani Tirana
- 1974  Partizani Tirana
- 1975  Partizani Tirana
- 1976  Partizani Tirana
- 1977  Partizani Tirana
- 1978  Partizani Tirana
- 1979  Partizani Tirana
- 1980  Partizani Tirana
- 1981  Partizani Tirana
- 1982  Partizani Tirana
- 1983  Partizani Tirana
- 1984  Partizani Tirana
- 1985  Partizani Tirana
- 1986  Partizani Tirana
- 1987  Partizani Tirana
- 1988  Partizani Tirana
- 1989  Partizani Tirana
- 1990  Vllaznia
- 1991  Partizani Tirana
- 1992  Partizani Tirana
- 1993  Vllaznia
- 1994 Adelin Pogradec
- 1995 Dinamo Tirana
- 1995-1996  Partizani Tirana
- 1996-1997  Vllaznia
- 1997-1998  Vllaznia
- 1998-1999  PBC Tirana
- 1999-2000  Vllaznia
- 2000-2001  PBC Tirana
- 2001-2002  PBC Tirana
- 2002-2003  Valbona
- 2003-2004  Valbona
- 2004-2005  Valbona
- 2005-2006  Valbona
- 2006-2007  Valbona
- 2007-2008  PBC Tirana
- 2008-2009  PBC Tirana
- 2009-2010  PBC Tirana
- 2010-2011  PBC Tirana
- 2011-2012  PBC Tirana
- 2012-2013  Kamza
- 2013-2014  Vllaznia
- 2014-2015  Vllaznia
- 2015-2016  Vllaznia
- 2016-2017  PBC Tirana
- 2017-2018  PBC Tirana
- 2018-2019  Goga Basket
- 2019-2020 non assegnato
- 2020-2021  Teuta Durrës
- 2021-2022  Teuta Durrës
- 2022-2023  PBC Tirana
- 2023-2024  Besëlidhja
- 2024-2025  Besëlidhja

## Vittorie per club
| Club             | Titolo | Città     | Anno |
| ---------------- | ------ | --------- | --- |
| Partizani Tirana | 33     | Tirana    | 1951, 1952, 1953, 1954, 1956, 1958, 1959, 1960, 1964, 1968, 1969, 1970, 1972-1989, 1991, 1992, 1996                          |
| PBC Tirana       | 21     | Tirana    | 1946, 1948, 1949, 1950, 1957, 1961, 1962, 1963, 1965, 1971, 1999, 2001, 2002, 2008, 2009, 2010, 2011, 2012, 2017, 2018, 2023 |
| Vllaznia         | 9      | Scutari   | 1967, 1990, 1993, 1997, 1998, 2000, 2014, 2015, 2016                                                                         |
| Kamza            | 6      | Kamëz     | 2003, 2004, 2005, 2006, 2007, 2013                                                                                           |
| Teuta Durrës     | 4      | Durazzo   | 1947, 1955, 2021, 2022 |
| Besëlidhja       | 2      | Lezha     | 2024, 2025 |
| Goga Basket      | 1      | Xhafzotaj | 2019 |
| Dinamo Tirana    | 1      | Tirana    | 1995 |
| Adelin Pogradec  | 1      | Pogradec  | 1994 |